# 沙特阿拉伯的肥胖症
沙特阿拉伯的肥胖症 是沙特阿拉伯卫生官员越来越关注的健康问题，被认为是国民可预防的主要死因之一。2007年沙特阿拉伯在福布斯最胖国家排行榜中排名29，公民的超重率68.3%（BMI > 25）。 根据2014年2月召开的第三届国际肥胖会议的一个报告，这个问题更加复杂：沙特医疗保健不包括肥胖相关手术。